# Ga Vạn Điểm
Ga Vạn Điểm (trước đây được gọi là ga Đỗ Xá) là một nhà ga xe lửa không còn tồn tại, nằm tại xã Vạn Điểm, huyện Thường Tín, thành phố Hà Nội.